# Récifs du talus du golfe de Gascogne
Récifs du talus du golfe de Gascogne este o arie protejată (sit de importanță comunitară — SCI) din Franța întinsă pe o suprafață de 333.952 ha, integral marine.

## Localizare
Centrul sitului Récifs du talus du golfe de Gascogne este situat la coordonatele 46°50′58″N 5°17′57″W / 46.84943°N 5.29917°V.

## Înființare
Situl Récifs du talus du golfe de Gascogne a fost declarat sit de importanță comunitară în baza directivei 92/43 din 1992 referitoare la conservarea habitatelor naturale și a faunei și florei sălbatice pentru a proteja 2 specii de animale.

## Biodiversitate
Situată în ecoregiunea atlantică, aria protejată conține 1 habitat natural: Recifuri.
La baza desemnării sitului se află mai multe specii protejate de  mamifere (2): marsuin (Phocoena phocoena), delfin mare (Tursiops truncatus).
Pe lângă speciile protejate, pe teritoriul sitului au mai fost identificate 29 de specii de păsări, 9 specii de mamifere, 7 specii de pești, 1 specie de reptile.